# Кабаль, Хуан Давид
Хуан Давид Кабаль Мурильо (исп. Juan David Cabal Murillo; род. 8 января 2001, Кали) — колумбийский футболист, защитник итальянского клуба «Ювентус».

## Клубная карьера
Кабаль — воспитанник клуба «Атлетико Насьональ». 14 июля 2019 года в матче против «Онсе Кальдас» он дебютировал в Кубке Мустанга. В 2021 году Кабаль помог клубу завоевать Кубок Колумбии. 7 марта 2022 года в поединке против «Индепендьенте Медельин» Хуан забил свой первый гол за «Атлетико Насьональ». В том же году он стал чемпионом Колумбии. 
Летом 2022 года Кабаль перешёл в итальянский «Эллас Верона». Сумма трансфера составила 3,6 млн. евро.

## Достижения
«Атлетико Насьональ»
- Победитель Кубка Мустанга: Апертура 2022
- Обладатель Кубка Колумбии: 2021